# V. P. Menon
Vappal Pangunni Menon dit V. P. Menon, né le 30 septembre 1893 dans le Kerala et mort le 31 décembre 1965 à Jabalpur, est un fonctionnaire indien, proche collaborateur de Louis Mountbatten et de Sardar Patel avec qui il mena à bien le rattachement des États princiers à l'Union indienne lors de l'indépendance et de la partition des Indes.
En octobre 1947, Menon est chargé de recueillir auprès d'Hari Singh, maharaja du Jammu-et-Cachemire, l'instrument d'accession de son État à l'Union indienne, condition préalable à une intervention militaire indienne. L'antériorité de la signature de l'instrument d'accession sur l'intervention militaire est l'objet d'une polémique entre l'Inde et le Pakistan,.